# ایرینا اسکوبتسوا
ایرینا اسکوبتسوا (روسی: Ирина Скобцева؛ زادهٔ ۲۲ اوت ۱۹۲۷ – درگذشته ۲۰ اکتبر ۲۰۲۰) بازیگر اهل اتحاد جماهیر سوسیالیستی شوروی بود.
از فیلم‌ها یا برنامه‌های تلویزیونی که وی در آن نقش داشته است، می‌توان به دوئل، جنگ و صلح، سی و سه و اتللو اشاره کرد.